# Brachyglossula bouvieri
Brachyglossula bouvieri là một loài Hymenoptera trong họ Colletidae. Loài này được Vachal mô tả khoa học năm 1901.